# Signal
Ein Signal (lateinisch signalis ‚dazu bestimmt‘, signum ‚ein Zeichen‘) ist ein Zeichen mit einer bestimmten Bedeutung, die das Signal durch Verabredung oder durch Vorschrift erhält. Eine Information kann durch ein Signal transportiert werden. Dazu benötigt man einen Sender und einen Empfänger (vgl. das Funksignal in der Nachrichtentechnik). Ohne technische Hilfsmittel kommt man bei der direkten menschlichen Kommunikation aus, dort können (oft nonverbale) Signale verschiedene Aufforderungen bedeuten.

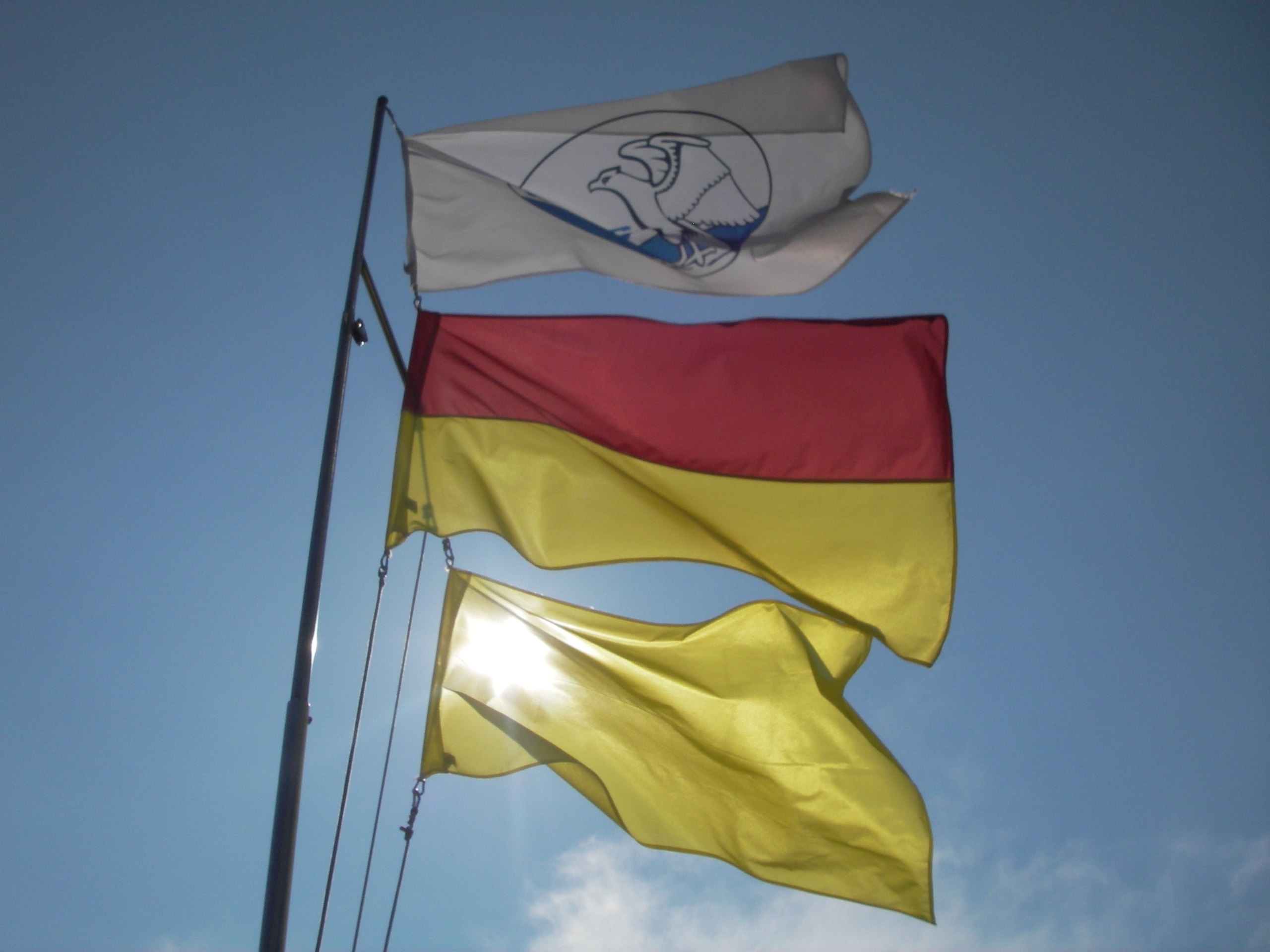
Nutzsignal in der Wasserrettung: „Hier ist das Baden gefährlich“

## Allgemeines
Ein Signal enthält im Allgemeinen eine Bedeutung und kann zur Übertragung einer Nachricht genutzt werden. Es ist nur dann von Nutzen, wenn der Empfänger einen definierten Sinn darin erkennt, über einen geeigneten Sensor verfügt und den Informationsgehalt entsprechend auswerten kann. Ein Gerät oder Gegenstand zur Signalerzeugung ist ein Signalgerät (Signalmittel).
Wird ein Signal zur Auswertung von Information genutzt, nennt man es Nutzsignal. Behindert es die Übertragung nützlicher Information, so heißt es Störsignal: In diesem Fall enthält es selbst keine verwertbare Information.
Die Abgrenzung von technischen und nicht-technischen Signalen ist nicht in jedem Fall vollkommen eindeutig herzustellen. Ein nicht-technisches Signal aus dem Bereich Verkehrswesen ist ein Polizist, der mit Handzeichen den Verkehr regelt. Und ein technisches Signal aus dem Bereich Kommunikation ist das Signal in der Telefonleitung. Lichtsignal und Tonsignal lassen sich nach den verschiedenen Quellen eindeutig voneinander unterscheiden. Bekannte Quelle für ein Lichtsignal ist die Beleuchtung für Notausgänge (Piktogramm).
Allgemein ist ein Signal eine reale zeitlich veränderliche Größe deren Wesen die Information ist. Im technisch-physikalischen Zusammenhang ist es eine Wirkung, welche von einem physikalischen Objekt ausgeht und sich mathematisch als eine Funktion beschreiben lässt (beispielsweise ein elektrischer Spannungsverlauf über der Zeit).
Unter dem Begriff Signalverarbeitung sind Bearbeitungsschritte zusammengefasst, die das Ziel haben, Informationen aus einem (empfangenen bzw. gemessenen) Signal zu extrahieren oder Informationen für die Übertragung von einer Informationsquelle zu einem Informationsverbraucher vorzubereiten.

## Signal in der Nachrichtentechnik
Ein Fachgebiet, das sich mit dem Begriff Signal besonders auseinandersetzt, ist die Nachrichtentechnik, ein Bereich der Elektrotechnik. Von einem Signal spricht man, wenn man einer messbaren physikalischen Größe wie z. B. einer elektrischen Spannung, einem Schalldruck oder einer Feldstärke eine Information zuordnet. Diese Information kann aus der Messung eines physikalischen Prozesses stammen, wie zum Beispiel der Messung einer Temperatur. Die Information kann einem Signal auch durch ein technisches Modulationsverfahren aufgeprägt werden, um durch ein Signal beliebige Informationen an eine geeignete Empfangseinrichtung zu übertragen. Im Allgemeinen ändern Signale ihren Betrag als Funktion der Zeit und einer weiteren informationstragenden Größe. Weiterhin sind Signale in allgemeiner Darstellung dimensionslos, haben also keine bestimmte Maßeinheit. Die Zuordnung der Information zu einem Signal ist zunächst willkürlich, sodass die Information im Allgemeinen nur sinnvoll ausgewertet werden kann, wenn die Eigenschaften der Quelle des Signals bekannt sind.
Eine analoge Informationsübertragung kann durch Modulation einer hochfrequenten Trägerwelle erfolgen, sodass das Signal durch Veränderung der Amplitude oder der Frequenz der Trägerwelle entsteht; man spricht dann von Amplitudenmodulation bzw. Frequenzmodulation.
Signale, die keinen kontinuierlichen Zeitverlauf besitzen, nennt man zeitdiskret. Falls in physikalischen Systemen die Zeit kontinuierlich abläuft, sind nur die von einem Messsystem beobachteten Zustandsgrößen (Werte des Signales zu bestimmten Zeitpunkten) zeitdiskret. Kann die messbare Größe nur endlich viele Werte annehmen, im Extremfall nur zwei wie {an, aus}, {hell, dunkel} oder {0, 1}, so spricht man von einem wertdiskreten oder n-nären (im Falle von zwei Werten binären) Signal. Ein gleichzeitig zeitdiskretes und wertdiskretes Signal wird als Digitalsignal bezeichnet. Im Gegensatz dazu bezeichnet man als Analogsignal ein Signal, dessen informationstragende Größe stetig veränderliche Werte annehmen kann.
Beispiele für Signale in der Nachrichtentechnik sind das Zeitsignal oder in der Fernseh- und Videotechnik das Fernsehsignal.
Als Signal bezeichnet man außerdem elektrische Wechselspannungen, die aus Signalgeneratoren stammen. Sie weisen einen charakteristischen Zeitverlauf auf und können außer zu Modulations- auch zu Steuerungs-, Test- und Messzwecken eingesetzt werden.

### Theoretisches Modell
Das Modell eines Signals ist die reelle Funktion, die jedem Punkt der reellen Achse als Zeitstrahl einen reellen Wert zuweist. Möchte man auch räumliche Aspekte oder Variationen in weiteren Parametern in den Signalbegriff einbeziehen, wie es in der digitalen Bildbearbeitung geschieht, so modelliert man das Signal als Funktion mit dem linearen Raum ℝd oder einer Teilmenge davon als Definitionsbereich. Den Fall d = 1 assoziiert man mit zeitabhängigen Signalen, den Fall d = 2 mit ortsabhängigen Signalen.
Die Zielmenge muss ebenfalls nicht auf eine Dimension eingeschränkt zu bleiben. Verfolgt man die Entwicklung mehrerer Größen gleichzeitig, so bildet das N-Tupel der Messwerte einen Punkt in einem linearen Raum ℝN.
Ist der Definitionsbereich diskret, besteht er also aus isolierten Punkten, so nennt man das Signal ebenfalls diskret. Für die Signaltheorie relevant sind dabei endliche Mengen und reguläre Gitter im ℝd, wie z. B. die Menge ℤd oder skalierte Varianten davon. (Jedes reguläre Gitter im ℝd ist gegeben durch einen Aufpunkt O, meist der Nullpunkt, und eine Basis, meist eine skalierte Instanz der kanonischen Basis.)
Ist zusätzlich zum diskreten Definitionsbereich der Wertevorrat eine endliche Menge, z. B. eine endliche Teilmenge des ℝN, so nennt man das Signal digital, denn die endlich vielen Elemente können durch Bitfolgen aus {0,1}M für ein genügend großes M aufgezählt werden. Ein elementares digitales Signal ist eine Funktion auf einem Gitter, die in die Menge {0,1} bzw. die der Wahrheitswerte {wahr, falsch} oder die der Zustände {an, aus} abbildet. Über Tupel, d. h. Bitfolgen, von elementaren digitalen Signalen kann jede Form von digitalen Daten kodiert werden.

## Beispiele technischer Signale

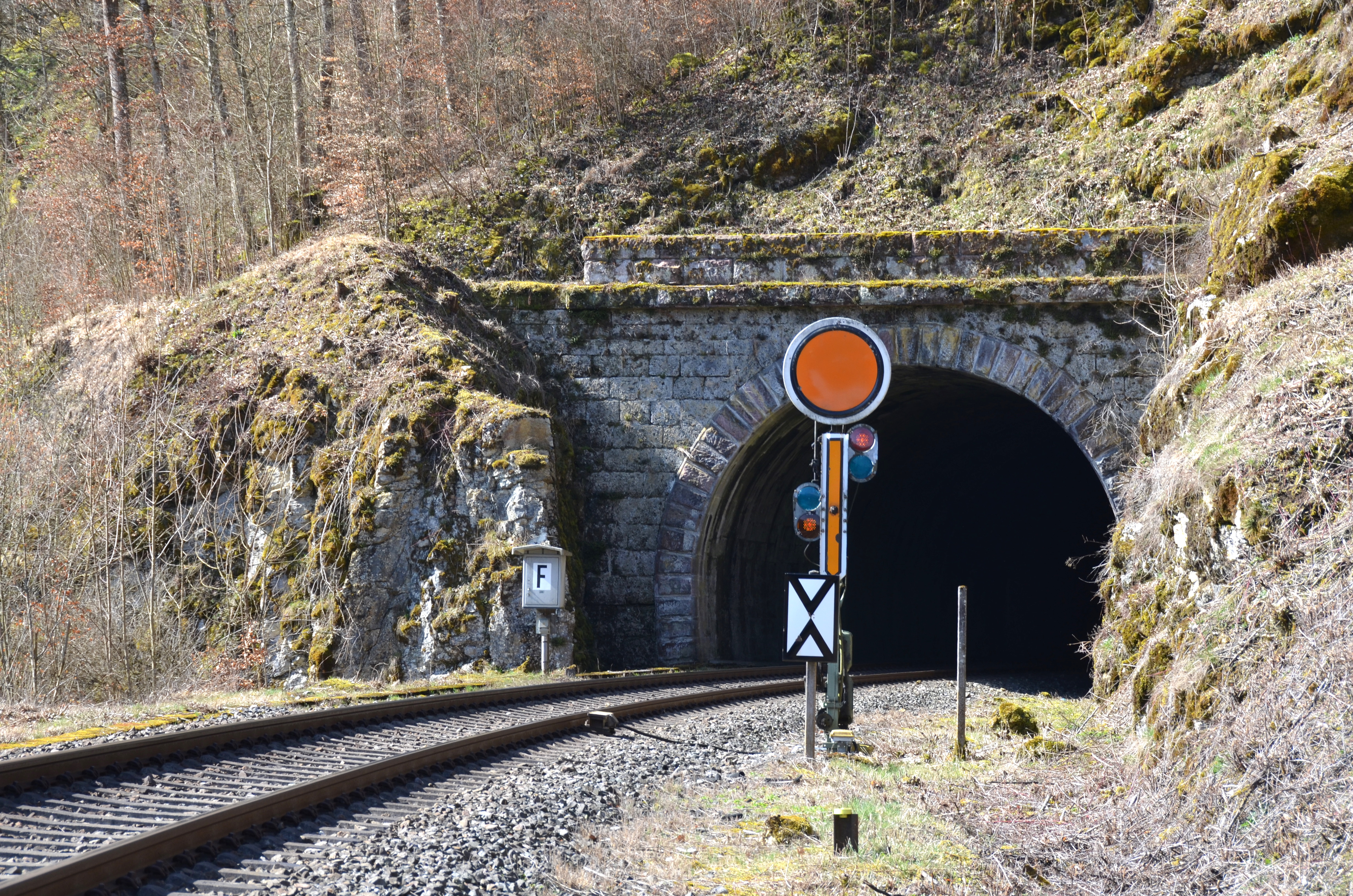
Ein Formsignal zur Einfahrt in den Bahnhof Fridingen

### Verkehrswesen
Im Verkehrswesen ist das Signal ein für den Verkehrsteilnehmer an der Strecke aufgestelltes Zeichen, das Regeln für die Benutzung des Verkehrsweges definiert, also z. B. Aussagen über Befahrbarkeit und Höchstgeschwindigkeit eines bestimmten Streckenabschnitts trifft. Man unterscheidet folgende Signale:
- bei der Eisenbahn für ortsfeste oder bewegliche meist fernbediente Formzeichen (Formsignal), fernbediente oder automatisch anzeigende Lichtzeichen (Lichtsignal) oder Hand- und Schallzeichen als Rangiersignale
- Ampel (in Deutschland Lichtsignalanlage) im Straßenverkehr (Lichtsignal, ohne Ton)
- Tonsignal an Bedarfsampeln für Fußgänger
- Signale nach der BOStrab (Lichtsignal ohne Ton)
- i. w. S. Sondersignale von Fahrzeugen mit Wegerecht (Licht- und Akustiksignal)

### Tontechnik
Für die Übertragung eines (elektrischen) Tonsignals im Sinne der Tontechnik hat der Lautsprecher weltweite Verbreitung gefunden. Mehrere Tonsignale lassen sich ggf. als Akkord (unterschiedliche Signale gleichzeitig) oder als Melodie (Abfolge von Signalen) wahrnehmen. Quellen für Tonsignale sind: Mikrofon mit Verstärker, Musikinstrument, Tonwiedergabegeräte (z. B. CD-Spieler, Plattenspieler etc.), Synthesizer (z. B. Soundkarte).

### Messtechnik
Als Messsignal bezeichnet man eine physikalische Größe, die der zu messenden Größe eindeutig zugeordnet ist. Das Messsignal ist in der Regel zeitlich veränderlich. Im Zusammenhang mit Messeinrichtungen unterscheidet man zwischen Eingangs- und Ausgangssignal. Das Ausgangssignal kann eine Anzeige sein oder ein vorzugsweise elektrisches Signal in Form eines Analog- oder Digitalsignals.
Beispiel: Wenn die Frequenz einer akustischen Schwingung zu messen ist, wird das Messsignal eine elektrische Wechselspannung sein.

### Computer
In der Informationstechnik bezeichnet man zwei unterschiedliche Dinge als Signal:
- eine kurze, vordefinierte Nachricht an ein Computerprogramm
- eine Funktion einer Klasse, die keinen Funktionsrumpf hat und mit einem Slot verbunden werden kann, siehe Signal-Slot-Konzept.

### Militär

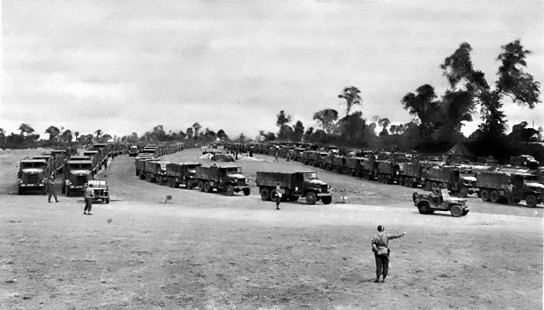
Einweiser für Fahrzeuge bei der Operation Red Ball Express

Im Militärwesen verwendet man Signale, um freundlichen oder feindlichen Truppen Informationen zukommen zu lassen; siehe auch: Erkennungssignal, Signalmittel, Flaggensignal, Schamade.

### Flughafen
An Flughäfen werden sogenannte Marshaller (Einwinker) eingesetzt, um Flugzeuge zu ihren gekennzeichneten Parkpositionen (englisch parking spots) zu lotsen. Eine verbale Kommunikation zwischen Marshaller und Pilot ist dagegen gewöhnlich nicht möglich. Daher muss die Verständigung mit den Piloten durch standardisierte Einwinkzeichen (Leuchtstäbe) erfolgen.

### Optische Telegraphie
Im frühen 19. Jahrhundert wurde optisch telegrafiert, d. h. die Information wurde durch die Stellung von Telegrafenarmen übertragen.

### Sicherheit
Als Notsignal oder Warnsignal werden im Gebirge oder auf See Signalraketen verwendet, aber auch der Morse-Code für SOS „kurz-kurz-kurz-lang-lang-lang-kurz-kurz-kurz“.
Signalwesten werden in verschiedenen Berufsbereichen getragen, um Fußgänger in besonderen Situationen deutlich sichtbar zu machen: am Flughafen oder am Hafen, in Baustellen oder bei einer Panne am Fahrzeug.

## Signale für die Wahrnehmung durch Lebewesen

### Signale für die Wahrnehmung durch den Menschen
Signale für die Wahrnehmung durch den Menschen sind so beschaffen, dass einer der Sinne des Menschen diese wahrnehmen kann, beispielsweise als Signalfarbe oder Klingelton. Sie können einen bestimmten Zweck haben, z. B. als Warnsignal oder eine Information enthalten wie z. B. über die „freie Fahrt“ an einer grün leuchtenden Verkehrsampel.
In diesem Sinne werden in der Schweiz die Verkehrszeichen als Strassensignale bezeichnet.
Signale für die Wahrnehmung durch den Menschen können im Ursprung elektrotechnisch, chemischen oder körpersprachliche generiert sein. z. B. bei einer Geste.

### Konditionierung
Auch im Umgang zwischen Mensch und Tier sind Signale üblich (vgl. Dressur), so zum Beispiel bei Hund oder Pferd. Hierbei müssen die Schritte des Signalerkennens, der Signalauswertung und einer entsprechend antrainierten Reaktion vorher geübt werden.

### Sozialwissenschaften
Ein politisches Signal ist eine Handlung, von deren Vorbild- und anderer Wirkung oder deren kulturell implizierten Bedeutungen eine Beeinflussung der Akteure eines politischen Systems erwartet wird.

### Pflanzen und Tiere
In Lebewesen findet die Signalübertragung hauptsächlich durch Botenstoffe und elektrische Ladungen (Nervenzellen) statt. Auf „Signalfälschung“ beruht das Phänomen der Mimikry.